# 马宝琳
马宝琳（1903年—1970年），别号玉堂，甘肃广河人，回族。中国近代政治人物、军事将领。
历任宁夏警备第一旅旅长、警备二旅、1933年，升任第三十五師第一百零四旅旅長，后升任暂编第九师及第三十一师师长兼政治部主任，宁夏省保安第二纵队司令，宁夏省保安司令部副司令，陆军第三五六师师长。1948年9月22日，授国军少将衔。1949年任第一二八军副军长，屡次与第一野战军交战不利。9月20日，与马全良、马光宗、卢忠良一同通电向中国人民解放军投降。中华人民共和国成立后，曾任中国人民解放军西北军区参议室参议，甘肃省民族事务委员会委员，甘肃省人民政府参事。1970年1月病逝。著有《解放前夕的马鸿逵》、《国民党宁夏兵团通电起义和部队溃散》。